# Modrý kód
Modrý kód je český televizní seriál z prostředí nemocnice. Děj seriálu se soustřeďuje na oddělení urgentního příjmu, je vysílán na komerční televizi FTV Prima. Každá epizoda sleduje případy inspirované skutečnými osudy a případy pacientů a zdravotníků. V hlavních rolích hrají: Sabina Laurinová jako vrchní sestra Marie Černá (Mery), Tomáš Měcháček jako MUDr. Adam Brejcha (od 109. epizody) – podle zdrojů měl nahradit Marka Němce, který ztvárnil postavu MUDr. Davida Hofbauera a Saša Rašilov jako MUDr. Michal Tomášek (od 178. epizody). Dále hrají: Roman Zach, Igor Chmela, Sandra Nováková, David Gránský, Ondřej Rychlý, Vanda Chaloupková, Zuzana Bydžovská, Kristýna Frejová, Michaela Sejnová, Patricie Pagáčová a mnoho dalších.
Spin-offem Modrého kódu je seriál Sestřičky (původně Sestřičky Modrý kód), který byl vysílán v letech 2020–2021.

## Motto
„Jste na urgentním příjmu, začíná boj o život.“

## Děj seriálu
Příběh začíná při cvičení traumaplánu na oddělení urgentního příjmu v nemocnici Rubava, při kterém jsou přítomni novináři přizvaní starostkou Ing. Růžičkovou (Kateřina Brožová), což se nelíbí primáři Jiřímu Bojanovi (Jiří Štěpnička). Během cvičení se zřítí obytný dům plný lidí, ke kterému se namane mladý doktor David Hofbauer (Marek Němec); ten zachraňuje pacientovi Kuželovi život a po resuscitaci přímou masáží srdce s ním odjíždí do nemocnice. V nemocnici si pacienta má přebrat doktorka Lucie Krutinová (Eva Josefíková), ale doktor Hofbauer si navzdory pokynům pacienta přebírá sám a chystá se ho urgentně operovat. S tím nesouhlasí vrchní sestra Marie (Mery) Černá (Sabina Laurinová) a Davidovi nevěří, jednak pro jeho ryze svéhlavé a trochu arogantní chování, a navíc i proto, že ho v práci čekala už před třemi dny, kdy měl poprvé nastoupit, ale neobtěžoval se vůbec ozvat. Mery miluje řád a pořádek, a tak jí Davidův přístup připadá hluboce nezodpovědný. Na sále s ním operuje také doktor Valenta (Mojmír Maděrič) a anesteziolog Kubiš (Otmar Brancuzský), ale když se doktor Hofbauer rozhoduje pacientovi neamputovat nohu; nesouhlasí s tím ostatní lékaři (připadá jim to příliš riskantní) a proto na sál přichází ruský lékař Roman Vilkin (Roman Zach), který Davidův návrh podporuje; lékaři zachraňují pacientovi život. Doktorka Valentina „Vali“ Slavíčková (Marika Procházková) dostává tonoucího pacienta, ve kterém nachází zalíbení. Po příchodu policisty Ondřeje Černého (Štěpán Benoni), (mladšího bratra vrchní sestry Mery, který se kvůli vyšetřování různých podezřelých nehod a zranění na urgentu objevuje velice často) se dozvídá, že tento pacient je zloděj. I přes úsilí lékařů po porodu umírá čerstvá maminka a manželka doktora Viktora Žáka (Igor Chmela), se kterou havarovala sanitka. Spoluvinu na úmrtí nese také mladá lékařka Saša Růžičková (Sandra Nováková), zhýčkaná dcera paní starostky, která pacientku zanedbala a nezjistila, že krvácí. Manželka pacienta Kužela kolabuje při čekání na urgentním příjmu, když z výroků doktora Prokopa Hlinky (Ondřej Rychlý) usoudí, že její muž je mrtvý. Jedná se ale o omyl, protože nezemřel Kužel, ale manželka Viktora Žáka. Po boku všech doktorů stojí také zdravotní sestry popř. zdravotní bratři, jako jsou sestřičky Petra Horvátová (Eva Burešová), Jana Kočová (Lenka Zahradnická), Honza Čermák (Filip Cíl) a další. Na urgentním příjmu pracují též sanitáři, např. Roman Váňa (Roman Skamene). Pacienty a pacientky často přiváží posádka záchranné zdravotnické služby (ZZS) jako je lékař Pavel Veselý (Patrik Děrgel), lékař Petr Vácha (Jakub Štěpán), lékař Honza Kalina (Jan Urban), lékař Šimon (Radek Jiříček) a plno dalších.
Na urgentní příjem přichází pan Hojer (Martin Sitta) se svým synem, epileptikem Jindrou (Viktor Antonio). Hojer s Jindrou přichází poměrně často a téměř vždy se nepohodne s doktorkou Slavíčkovou, která je ošetřující lékařkou jeho syna. Dalším příchozím pacientem je i doktor Aleš Nývlt (Viktor Limr), kterému se líbí vrchní sestra Mery a zve ji na schůzku; ona přijímá a po nějaké době se z Aleše a Mery stává pár. Aleš také nastupuje po čase na žádost Mery na urgent jako lékař.
Z Anglie se vrací manželka primáře Bojana Bohuslava (Bíba) (Lenka Termerová); při návštěvě dostává infarkt a musí okamžitě na operaci. Do nemocnice také přichází profesor Karel Hofbauer (Jan Rosák), otec Davida, který Davidovi vyhrožuje, že ho nahlásí na lékařskou komisi, protože Bíbě aplikoval nepovolenou metodu léčby kmenovými buňkami, na jejímž výzkumu David dříve v Praze pracoval.
Na začátku druhé řady nastupuje na urgentní příjem nová mladá doktorka bez atestace Zoja Višněvská (Berenika Kohoutová), která nachází zalíbení v doktoru Vilkinovi. Později se však zjistí, že Zoja není tím, za koho se vydává a že Romana jen využívá kvůli jeho výzkumu, který dělal v Rusku. Doktorka Krutinová je těhotná s Tomášem Kocmanem (Václav Vašák) a Mery zjišťuje, že plod má gastroschízu (poruchu uzávěru břišní stěny). Podezření jí potvrzuje gynekolog Krejčí (Ivo Novák). Na urgentu je stále málo lékařů a sester a proto primář Bojan nabízí doktorovi Pavlu Veselému, který dal výpověď na ZZS, místo u něho na oddělení. Doktor Hlinka odchází z nemocnice a jde se svojí přítelkyní pracovat do Prahy, ale ještě předtím zachraňuje život svojí matce.
Za Rubavou hoří sklady a Mery se u požáru vyskytne spolu s Davidem prostřednictvím svého malého souseda Karla Hurty (Kida) (Vojtěch Vovesný). Mery s Davidem jsou zasypáni ve sklepě a tam k sobě začínají pociťovat lásku. Mery se rozchází s Alešem a ten z nemocnice odchází. Aleše nahrazuje Matyáš Bojan (David Gránský), syn primáře, který se po smrti své ženy a dítěte vrací zpět do Čech. Profesor Hofbauer prodělává cévní mozkovou příhodu po konfliktu se svým synem.
Po náročné operaci je Pavel Veselý, který měl nehodu, stále v kritickém stavu a ohrožení života. Je odvezen do popáleninového centra v Praze. Z nemocnice odchází také sestřička Jana, která si uvědomila, že ji doktor Žák jen využívá a nic k ní necítí.
Starostka Růžičková se stává krizovou ředitelkou nemocnice a dosazuje na urgent nového doktora Filipa Kodyma (Petr Konáš). Ten chce získat primariát a proto se stává jejím milencem. Mezi nové zaměstnance patří také sestřička Libuška Volejníková (Michaela Sejnová), která si umí zjednat pořádek u pacientů.
Druhá řada končí tím, že primář Bojan se stává ředitelem celé nemocnice, přijíždí bývalá přítelkyně Davida, doktorka Nina Mrázová (Jana Stryková), která se marně pokouší získat Davida zpět. Vrací se Prokop Hlinka, který se dozvídá, že jeho kamarádka, sestřička Petra, mezitím otěhotněla.
Ředitel nemocnice, doktor Jiří Bojan, hledá na urgent nového primáře. David odmítl a byl primářem jen na záskok, do doby výběrového řízení. Jiří Bojan přijal dobrého doktora Filipa Kodyma, který se vrací zpět z Prahy na vysněnou pozici; je primářem do té doby, než začne brát úplatky od pacientů, aby splatil půjčky. Později jde kvůli tomu do vězení. Na post primáře urgentu se vrací Jiří Bojan, který už kvůli únavě nechce být ředitelem. 
Mezitím nastoupila i nová sestra na urgent, mladá 25letá Eva Zemánková (Anastázie Chocholatá), která se tajně zamilovala do Matyáše Bojana. Další postavou je laborantka Bára Kuchařová (Nela Boudová), která v 111. díle odchází z nemocnice. Doktor Vilkin (Rasputin) je z jejího odchodu nešťastný, protože Báru miluje. 
Stý díl je oslaven nevydařenou svatbou Hojera a doktorky Slavíčkové. Hojerův svědek nečekaně kolabuje a Vali si uvědomuje, že si Hojera nechce vzít. Ke konci třetí řady se z Bojana stává opět primář urgentu a na oddělení nastupuje nový doktor Adam Brejcha (Tomáš Měcháček), dávný kamarád Davida a Niny. David ho však vítá pěstí do obličeje. Na urgent také přichází pacient Štěpán Slavík (Jan Plouhar), kterému se zalíbila sestřička Petra, která se stává po čase jeho partnerkou.
Třetí řada začíná návratem profesora Hofbauera k Davidovi domů. Profesor následně umírá. Adam si s Davidem vyříkává staré křivdy a radí mu, ať jede za prací do Londýna. Po smrti profesora Hofbauera David dává na Adamovy rady a odjíždí do Anglie, ale bez Mery, která je z jejich rozchodu velice špatná. To vyvolává u jejích kolegů obavy o její život, když odjela na chatu a nikomu nedala vědět. Adam svádí jednu sestru z interny a postupně i další sestry. Mezi ně patří taky Libuška, která k Adamovi něco cítí, ale Adam od ní dává po jedné noci ruce pryč a hledá si další objev, také na jednu noc. Libuška je však z toho nesvá a obzvlášť, když se o tom dozvídá její žárlivý manžel, od kterého nakonec dostává Adam pár facek. Petra je zamilovaná do Slavíka, ovšem Prokop na jejich vztah žárlí. Prokop se později dozvídá, že je Slavík ženatý a říká to Petře, která mu nevěří, ale pravdu se dozví od Slavíkovy ženy, kterou dovezla záchranná služba. Na urgentu zavládne také smutek, když Eva s otcem měli autonehodu a pan Zemánek na následky nehody umírá, což si Matyáš vyčítá. Kvůli osvojení Denisky se Vali a Viktor dali spolu dohromady a poté se i vzali. Viktor zaplatil Martincovi, aby dal u soudu pokoj kvůli Denisce. 
Děj dále pokračuje opětovným nástupem doktora Kodyma (Petr Konáš) na urgent, teď už jen jako řadový lékař. Má velké plány s postavením kliniky plastické chirurgie pro chudé přímo na sídlišti v Rubavě. Tento plán stahuje doktora Hlinku, který má být zde primářem. Ten potřebuje vrchní sestru a oslovuje Petru Horvátovou, která jeho návrh odmítá. Současně se na urgentu objevuje Dimitrij Lazarev (Milan Mikulčík), který se snaží získat informace o výzkumu, který dělal doktor Vilkin v Rusku. Když mu je doktor Vilkin nechce dát, začíná Lazarev vyhrožovat, že prozradí jeho pravou identitu, což by ho deportovalo zpět do Ruska. 
Na urgent se vrací na krátký čas doktorka Krutinová s Matýskem, kdy tam setrvá pouze měsíc a mezitím se obnovuje její vztah s Matym. Lucie ovšem pak odlétá na půl roku do Kanady, kam má v plánu se později vydat i Maty, ten ovšem nakonec neodletí, protože se na urgentu objevuje jeho matka se zápalem plic. Později je napojena na umělou plicní ventilaci.  
Otec Mery a Ondřeje, Jaroslav Černý (Milan Slepička) se zakouká do zdravotní sestry Šárky Pokorné (Renata Prokopová), kterou se pokouší všemožně zaujmout. Kvůli tomu prodělává cévní mozkovou příhodu. Rasputin později společně s matkou odjíždí na dovolenou, ale nikdo neví kam, aby ho nemohl nikdo najít. Sestřička Eva odešla z urgentu kvůli psychickým problémům způsobeným Libuškou a přijala nabídku od Prokopa stát se vrchní sestrou na klinice plastické chirurgie.  
Na urgent během dvou týdnů přicházejí dva lékaři – mladý, nešikovný doktor Kamil Prchlík (Petr Buchta), kterému se líbí doktorka Saša Růžičková a mladá cévařka, doktorka Veronika Jánská (Vanda Chaloupková), která je bývalou spolužačkou Lucie Krutinové z gymnázia. Veronika ví o vztahu Lucie a Matyáše, proto ho nabádá k odjezdu za Lucií. Později za Matyáše převezme všechny jeho služby a zařídí, aby mohl odjet za Lucií do Kanady. 
Po dlouhé době se na urgent vrací Rasputin. Saša Růžičková propadá u atestace z neurochirurgie, což vyčítá Rasputinovi. Prokop přestal pracovat na soukromé klinice. Na urgentu se objevuje „doktor bez hranic“ Michal Tomášek (Saša Rašilov), bývalý kamarád Adama a Davida. Černý se Šárkou se sestěhovali. Prokop s Petrou stráví společnou vášnivou noc. Vali se zase pohádá s Viktorem. Spor mezi Rasputinem a Sašou pokračuje a zhoršuje se. 
Šárce se objevil na ruce zásnubní prstýnek. Prokop chodí s Petrou a je z toho šťastný. Rasputina zatýká cizinecká policie zrovna ve chvíli, kdy má náročnou operaci. Černý přichystal předmanželskou smlouvu pro Šárku, ale ta se s ním rozchází. Prokopovi hrozí finanční pokuta za okamžité propuštění z kliniky. Viktor se Vali omlouvá za své chování a nabídne se, že občas pohlídá holky. Mery začíná chodit s Michalem Tomáškem. Saša souhlasí, že pomůže své matce, ale jen pokud ona pomůže Rasputinovi. 
Mery se dozvídá od svého otce, že ji Adam dohodil Tomáškovi a ta se s Michalem hned rozchází. Michal po rozchodu odjíždí na další misi. Rasputin se vrací na urgent, propustili ho z vězení. Děkuje Sašině matce. Ta ho ale ujistí, že si to u něj vybere. Na urgentu se objevuje Hojer s Jindrou. Vali je z toho naměkko. 
Tomášek se vrací na urgent jako hrdina. Za Petrou přijíždí její matka a chce Sabinku zpátky do své péče, že se prý změnila. Ze Saši si všichni utahují kvůli volební kampani její matky, až na Romana. Mery se má stěhovat a svůj byt nabídne Tomáškovi. Petra dostala dopis od notáře, ona i Sabinka dědí hodně peněz. Petra se tak dozvídá, kdo byl jejím otcem. Za Adamem přichází matka holčičky, která zemřela. Je vážně nemocná a Adama žádá o eutanazii. Adam ale Strnadovou odmítá.  
Mery se do nového bytu ale nedostane a nakonec musí bydlet s Tomáškem. Vali se dozvídá že Hojer v Rubavě zůstává kvůli práci. Za Adamem přijíždí sestra Strnadové, Klára, a děkuje Adamovi. Adam se rozhodne, že musí Strnadovou přesvědčit k léčbě. Petra oznamuje Prokopovi, že odjíždí se Sabinkou studovat medicínu do Austrálie. Maty se vrací z ciziny a všichni se ho ptají na Lucii, Maty se ale odpovědi vyhýbá, protože se s ní rozešel. Za Adamem přichází Strnadová a on ji přesvědčí, že léčba má smysl. A uzavře s ní podivnou dohodu. Žák přichází za Vali s tím, že by se potřeboval rozvést. Chce si vzít hypotéku. Vali se ale obává, aby s tím sociálka neměla problém. Strana Sašiny matky vyhrává volby, její matka bude hejtmankou. Saša jejího úspěchu využívá k rozjetí VIP boxu v nemocnici. VIP box ale později skončí. 
4. řada seriálu je plná odchodů a zvratů, odešla zdravotní sestra Petra Horvátová, vrátil se doktor Maty Bojan, který jede na výměnnou stáž do Bratislavy a místo něj nastoupí na urgent namyšlený doktor Marián Klimko (Marko Igonda). Doktor Žák později odchází do Prahy, ale vrací se kvůli neshodám. Na jeho místo v Praze nastoupí doktorka Slavíčková, která odchází z nemocnice Rubava kvůli holkám a Žák je naštvaný, že už je moc neuvidí. Doktor Vilkin byl ochrnutý, když zachránil padajícího malého kluka, ale dostal se z toho pomocí doktora Adama Brejchy, kterému volal David Hofbauer z Londýna, že chce, aby s ním opět pracoval na výzkumu kmenových buněk v Brně. Právě kvůli záchraně Vilkina o toto místo Adam přišel. Na urgent nastoupí mladá sanitářka Dita Stárková (Štěpánka Fingerhutová), práci v nemocnici jí zařídila její matka, která pracuje v nemocnici Rubava na personálním oddělení. Doktor Žák se do ní zamiloval. Prokop Hlinka řeší hádky s Matym kvůli Lauře. V nemocnici navštíví doktora Tomáška, který má vztah s Mery, jeho kamarádka z misí doktorka Jana Mašková (Zuzana Bydžovská), která má deprese z poslední mise a nastoupí jako lékařka do nemocnice na urgent, později ale o toto místo kvůli problémům přijde. Do nemocnice nastupuje později i starý pan docent Milan Šeřík (Alois Švehlík) jako konzultant a pomáhá řešit případy doktorce Růžičkové, která bojuje o to, aby se urgent nezavřel kvůli hejtmance Růžičkové a kvůli intrikáři mladému doktorovi Prchlíkovi, který chce nechat postavit nový urgentní příjem v Ústí. 
Ke konci 4. řady odchází z oddělení doktor Adam Brejcha, který dostal opět nabídku pracovat na výzkumu kmenových buněk v Brně; místo mu zprostředkoval David Hofbauer z Londýna. Kvůli doktorovi Kamilovi Prchlíkovi zemře docent Šeřík na infarkt, poté doktor Kamil Prchlík zmizí z Rubavy. Doktorka Saša Růžičková a celý tým urgentního příjmu emotivně prožívají úmrtí docenta Šeříka. Doktor Michal Tomášek chce nastoupit na půl úvazku k záchranné službě. Děj seriálu končí v březnu 2020.

## Obsazení

### Hlavní postavy (Zaměstnanci nemocnice)
| Herec                 | Role                                    | Díl                  | Řada    | Rok              | Poznámky |
| --------------------- | --------------------------------------- | -------------------- | ------- | ---------------- | --- |
| Marek Němec           | MUDr. David Hofbauer                    | 1–116                | 1–3     | 2017–2018        | kardiochirurg, kardiolog, chirurg, expřítel Mery, Karin a Niny, chvíli primář Urgentu, trpí bipolární afektivní poruchou, po smrti otce odjel pracovat do Londýna |
| Sabina Laurinová      | Bc. Marie Černá (Mery)                  | 1–264                | 1–4     | 2017–2020        | Vrchní sestra urgentního příjmu, expřítelkyně Davida, Viktora a Aleše, jejímu otci se zalíbila sestřička Šárka, manželka Michala |
| Eva Josefíková        | MUDr. Lucie Krutinová                   | 1–81 153–162         | 1–3     | 2017–2019        | mladá lékařka, v díle 73 rodila (měla chlapečka, Matyáše, pojmenovaného po Matym Bojanovi), exmilenka Tomáše Kocmana, odjela do Prahy, později se na chvíli vrátila i s Matyáškem do lázní v Rubavě a poté odjeli do Kanady |
| Roman Zach            | MUDr. Roman Nikolajev Vilkin (Rasputin) | 1–255                | 1–4     | 2017–2020        | Rus, traumatolog, neurolog a neurochirurg, pravým jménem Michael Zabilov – utekl z Ruska, pomáhal Adamovi s psychickými problémy, na krátký čas si vzal dovolenou, aby se schoval, tak odjel s matkou do Ruska, byl zatčen Cizineckou policií, pustili ho a vrátil se. Kvůli jedné záchraně ochrnul, poté se ale vrátil. Odjel rehabilitovat do Švýcarska. |
| Jiří Štěpnička        | doc. MUDr. Jiří Bojan, DrSc.            | 1–264                | 1–4     | 2017–2020        | primář urgentního příjmu v nemocnici Rubava, internista, traumatolog a psychiatr, bývalý ředitel nemocnice |
| Igor Chmela           | MUDr. Viktor Žák                        | 1–264                | 1–4     | 2017–2020        | anesteziolog a traumatolog, po smrti manželky Jitky začal pít, poté s pitím přestal, má syna Viktora, vzal si Vali kvůli osvojení Denisky, dělal zkoušky na přednostu nového oddělení ARO, kvůli kterým se s Vali dostali do konfliktů. |
| Marika Procházková    | MUDr. Valerie Slavíčková (Vali)         | 1–240                | 1–4     | 2017–2020        | traumatolog a pediatr, má dcerku Růženku, vzala si doktora Žáka, aby si mohla snadněji osvojit Denisku, později pomohla MUDr. Žákovi se zkouškami na přednostu nového oddělení ARO, kvůli kterým se s ním dostala do konfliktu. Vzala místo v Praze na ministerstvu, odjela kvůli svým dcerám.                                                             |
| Ondřej Rychlý         | MUDr. Prokop Hlinka                     | 1–40 80–264          | 1–2 2–4 | 2017–2020        | mladý lékař, chirurg, plastický chirurg, odešel z Rubavy, později se opět vrátil a po čase se hodně zadlužil, bývalý primář na Bradáčově klinice, chodil s Petrou, líbí se mu Laura |
| Eva Burešová          | Petra Horvátová                         | 1–47 69–188          | 1–2 2–4 | 2017–2019        | zdravotní sestra, z Rubavy odešla kvůli vydírání (47.díl), později se do Rubavy opět vrátila, stará se o sestru Sabinku, v díle 89 rodila, myslí si, že Bradáčova klinika je finanční podvod. Odjela se Sabinou do Austrálie, aby studovala medicínu. Expřítelkyně Prokopa.                                                                                |
| Filip Cíl             | Jan Čermák (Honza)                      | 1–80                 | 1–2     | 2017–2018        | zdravotní bratr, homosexuál, odjel pracovat do Austrálie |
| Lenka Zahradnická     | Jana Kočová                             | 1–56                 | 1–2     | 2017–2017        | zdravotní sestra, z Rubavy odešla kvůli Viktorovi. Přišla o malého syna, který zemřel na leukemii a jeho smrt si dávala za vinu. Od té doby špatně snášela případy dětských pacientů. |
| Sandra Nováková       | MUDr. Alexandra Růžičková (Saša)        | 1–264                | 1–4     | 2017–2020        | neurochirurg a chirurg, protekční dcera starostky (později hejtmanky) Rubavy, často je nepříjemná na své kolegy i na pacienty, dřív měla zájem o Davida, aby jí pomohl v kariéře a s atestační prací, kladný vztah měla s docentem Šeříkem a jeho smrt jí hodně zasáhla                                                                                    |
| Mojmír Maděrič        | MUDr. Miloš Valenta                     | 1–262                | 1–4     | 2017–2020        | rozumný lékař, chirurg a kardiochirurg. |
| Roman Skamene         | Roman Váňa                              | 2–264                | 1–4     | 2017–2020        | vlezlý a otravný sanitář |
| Viktor Limr           | MUDr. Aleš Nývlt                        | 6–44                 | 1–2     | 2017             | chirurg, endokrinolog, z Rubavy odešel kvůli rozchodu s Mery |
| Kristýna Frejová      | MUDr. Ema Vlčková                       | 7–254                | 1–4     | 2017–2020        | pediatr a traumatolog, primářka dětského oddělení, léčila Růženku, vypomáhá na urgentu místo doktorky Krutinové, byla v podmínce za napadení, vrátila se zpátky na dětské oddělení |
| Berenika Kohoutová    | MUDr. Zoja Višněvská                    | 29–67                | 2       | 2017–2018        | neurolog a chirurg z Prahy (vydávala se za neatestovanou, aby byla blíž Romanovi), pomáhala mu najít matku, vrátila se zpět do Prahy za manželem |
| David Gránský         | MUDr. Matyáš Bojan (Maty)               | 42–264               | 2–4     | 2018–2020        | chirurg a traumatolog, syn primáře Bojana, který přišel o ženu a nenarozené miminko. Žil v Anglii, měl hematom na mozku, odešel do Kanady za Lucií, pak se vrátil zpět a s Lucií už nebyl, měl „vztah“ s Veronikou, ale rozešli se kvůli Pavlovi, má vztah s Laurou                                                                                        |
| Anastázie Chocholatá  | Eva Zemánková                           | 85–170 (49)          | 2–3 (2) | 2018–2019 (2018) | mladá zdravotní sestra, je tajně zamilovaná do Matyho, zemřel jí otec důsledkem autonehody, rozhodla se odejít z urgentu a pracovat jako vrchní sestra na Bradáčově klinice |
| Petr Konáš            | MUDr. Filip Kodym                       | 52–61 85–106 151–264 | 2–4     | 2017–2020        | chirurg, milenec starostky, aby dostal primariát, vrátil se jako primář urgentního příjmu (nástupce Davida), kvůli lékařskému podvodu šel před soud, který mu ale nic nedokázal (díl 106), byl přednostou jedné z Bradáčových klinik, ale později z ní odešel stejně jako Prokop, od té doby už se změnil úplně a s každým v Rubavě vychází dobře          |
| Michaela Sejnová      | Libuše Volejníková (Libuška)            | 59–264               | 2–4     | 2017–2020        | zdravotní sestra, která byla svedena Adamem, falešná kamarádka Evy, chtěla být vrchní sestrou na Bradáčově klinice, kvůli sporům o peníze ale o toto místo přišla |
| Adam Kraus            | Benedikt Lichý (Ben)                    | 65–79                | 2       | 2018             | asistent pacientů, synovec pana Váni, odjel na Nový Zéland, expřítel Saši Růžičkové |
| Jana Stryková         | MUDr. Nina Mrázová                      | 79–111               | 2       | 2018             | chirurg a kardiochirurg, expřítelkyně Davida, odešla z Rubavy kvůli Davidovi |
| Tomáš Měcháček        | MUDr. Adam Brejcha                      | 109–263              | 2–4     | 2018–2020        | kardiochirurg, kardiolog, chirurg, byl to nejlepší kamarád Davida, má temnou minulost, podílel se s Davidem na výzkumu, má halucinace, se kterými mu pomáhá Rasputin, odešel pracovat na výzkumu do Brna |
| Renata Prokopová      | Bc. Šárka Pokorná                       | 113–264              | 3–4     | 2018–2020        | zdravotní sestra, zástupkyně vrchní sestry Mery, expřítelkyně Jardy Černého, je týraná přítelem Borisem |
| Petr Buchta           | MUDr. Kamil Prchlík                     | 170–184 222–264      | 3–4     | 2019–2020        | špatný chirurg, zajímá se o Sašu, po krátké době podal výpověď, poté se do rubavské nemocnice vrátil jako zraněný, pak mu zemřel otec a později se stal šéfem krajského odboru zdravotnictví, milenec hejtmanky, poté, co zjistila od Saši, že celou dobu podváděl a nejednal fér, se s ním rozejde a vyhodí ho                                            |
| Vanda Chaloupková     | MUDr. Veronika Jánská                   | 171–264              | 3–4     | 2019–2020        | cévní chirurg a traumatolog, kamarádka Lucie z gymnázia, chodila s Matym, ale rozešli kvůli Pavlovi |
| Saša Rašilov          | MUDr. Michal Tomášek                    | 178–264              | 3–4     | 2019–2020        | traumatolog a doktor bez hranic, kamarád Adama, přítel Mery, má dceru Markétu |
| Marko Igonda          | MUDr. Marián Klimko                     | 195–200              | 4       | 2019             | slovenský doktor z Bratislavy na výměnnou stáž, sebestředný a svérázný, vrátil se na Slovensko |
| Patricie Pagáčová     | JUDr. Bc. Laura Hrdinová, MBA           | 221–264              | 4       | 2020             | nová pracovnice v bufetu, má vystudované tři vysoké školy, chodila s Prokopem ale rozešla se s ním, chodí s Matym |
| Zuzana Bydžovská      | MUDr. Jana Mašková                      | 223–225, 238-264     | 4       | 2020             | doktorka bez hranic, kamarádka Michala, skvělý diagnostik, přezdívaná „Honza“, vrací se do Rubavy s traumatem, později nastoupí na urgent |
| Alois Švehlík         | doc. MUDr. Milan Šeřík †                | 228–264              | 4       | 2020             | traumatolog a skvělý diagnostik, známý a kamarád primáře Bojana, v důchodu, často pracuje s doktorkou Růžičkovou, má problémy s Kamilem Prchlíkem, v díle 264 kvůli němu umírá na infarkt |
| Štěpánka Fingerhutová | Dita Stárková                           | 242–264              | 4       | 2020             | mladá nová sanitářka, přítelkyně Viktora |

### Další postavy (Zaměstnanci nemocnice)
| Herec                 | Role                       | Díl         | Řada   | Rok            | Poznámky |
| --------------------- | -------------------------- | ----------- | ------ | -------------- | --- |
| Ivo Novák             | MUDr. Václav Krejčí        | 1           | 1      | 2017           | gynekolog                                                                                                   |
| Jindřich Nováček      | MUDr. František Krása      | 1           | 1      | 2017           | anesteziolog                                                                                                |
| Richard Trsťan        | MUDr. Jaroslav Kučera      | 1           | 1      | 2017           | chirurg |
| Otmar Brancuzský      | MUDr. Filip Kubiš          | 1           | 1      | 2017           | anesteziolog                                                                                                |
| Eva Čížkovská         | Dagmar Vodochodská (Dáša)  | 1–43,82-218 | 1–2    | 2017–2020      | kantýnská, po problému s nekvalitním masem v díle 218 odešla                                                |
| Dana Pešková          | Hana Šťastná               | 1           | 1      | 2017           | sálová sestra                                                                                               |
| Šárka Vondrová        | Karolína Bendová           | 1           | 1      | 2017           | zdravotní sestra, zástupce vrchní sestry Mery                                                               |
| Barbora Fišerová      | Pavlína Poláková (Pavla)   | 1           | 1      | 2017           | zdravotní sestra                                                                                            |
| Kateřina Holánová     | Zuzana Nováková (Zuzka)    | 1           | 1      | 2017           | zdravotní sestra                                                                                            |
| Alena Veselá          | Lucie Svobodová            | 1           | 1      | 2017           | zdravotní sestra, milenka záchranáře Dana                                                                   |
| Ondřej Lechnýř        | MUDr. Zdeněk Liška         | 1           | 1      | 2017           | ortoped a neurochirurg                                                                                      |
| Eva Janoušková        | Mirka Hodná                | 2           | 1      | 2017           | zdravotní sestra                                                                                            |
| Lucie Kožinová        | Lucie Šmídová              | 2           | 1      | 2017           | zdravotní sestra                                                                                            |
| Martin Sochor         | MUDr. Jan Ludvík           | 2           | 1      | 2017           | neurochirurg, exmanžel primářky Emy Vlčkové                                                                 |
| Lívia Bielovič        | Anežka Kováčová            | 2           | 1      | 2017           | zdravotní sestra na porodním                                                                                |
| Ota Jirák             | doc. MUDr. Luděk Staněk    | 5–102 217   | 1–2, 4 | 2017–2018 2019 | bývalý primář kardiochirurgie, kamarád Jiřího Bojana a Karla Hofbauera, má problémy se srdcem, odjel do Alp |
| Lenka Olšanová        | Bc. Denisa Antalová        | 14–48       | 1–2    | 2017           | zdravotní sestra na JIP                                                                                     |
| Václav Legner         | MUDr. Jan Mašek            | 17          | 1      | 2017           | Neurolog |
| Karla Štaubertová     | Dana Vašková               | 17          | 1      | 2017           | sálová sestra                                                                                               |
| Radomil Vávra         | Martin Loskot              | 19          | 1      | 2017           | sanitář neboli lapiduch na Urgentu, kradl na Urgentu                                                        |
| Barbora Vacková       | Kristýna Lednová           | 20          | 1      | 2017           | zdravotní sestra na JIP                                                                                     |
| Naďa Vinecká          | Jana Kovářová              | 21          | 2      | 2017           | zdravotní sestra na JIP                                                                                     |
| Josef Kubáník         | MUDr. Daniel Štěpánek      | 27          | 1      | 2017           | gynekolog, staral se o Lucii Krutinovou a Petru Horvátovou před porodem                                     |
| Vojtěch Efler         | MUDr. Karel Vodička        | 29          | 1      | 2017           | oční lékař                                                                                                  |
| Ondřej Volejník       | MUDr. Daniel Mlynář        | 31          | 1      | 2017           | onkolog |
| Josef Zýka            | MUDr. Josef Mácha          | 41          | 1      | 2017           | psycholog                                                                                                   |
| Milan Ligač           | Patrik Malý                | 42          | 1      | 2017           | likvidatér léků, líbí se mu sestra Petra Horvátová, později sanitář                                         |
| Václav Šanda          | MUDr. Petr Skalský         | 47          | 1      | 2017           | pediatr bez atestace                                                                                        |
| Iveta Valtová         | Iveta Fabiánová            | 64          | 2      | 2018           | zdravotní sestra                                                                                            |
| Nela Boudová          | Barbora Kuchařová (Bára)   | 87–111      | 2      | 2018           | laborantka, pracovala a žila na farmě, líbí se ji Rasputin, vrátila se zpět na farmu                        |
| Radim Fiala           | MUDr. Jan Kadlec           | 103         | 2      | 2018           | primář onkologie                                                                                            |
| Juraj Bernáth         | MUDr. Radim Fára           | 106         | 2      | 2018           | dermatolog                                                                                                  |
| Jakub Stránský        | MUDr. Petr Strýc           | 113         | 2      | 2018           | radiolog |
| Jan Hejral            | MUDr. Jan Vaněk            | 118         | 3      | 2018           | stomatochirurg                                                                                              |
| Barbora Jánová        | MUDr. Karolína Procházková | 129         | 3      | 2019           | plicní lékařka                                                                                              |
| Andrea Daňková        | Andrea Kolářová            | 165         | 3      | 2019           | zdravotní sestra na pediatrii                                                                               |
| Anna Jiřina Daňhelová | Dagmar Zrzavá (Dáša)       |             | 3      | 2019           | zdravotní sestra na JIP                                                                                     |
| Martin Davídek        | MUDr. Jan Kopřivík         |             | 3      | 2019           | otorinolaryngolog                                                                                           |
| Petr Florián          | MUDr. Roman Kopřivík       |             | 3      | 2019           | ortoped |
| Lukáš Vychopeň        | MUDr. René Kratochvílek    |             | 3      | 2019           | patolog |
| Václav Rašilov        | MUDr. Vladimír Kovář       | 257         | 4      | 2020           | oční lékař                                                                                                  |
| Tomáš Petřík          | Ing. Jaromír Sýkora        | 244         | 4      | 2019           | ředitel nemocnice Rubava                                                                                    |
| Klára Miklasová       | Nikola Malíková (Niky)     | 225         | 4      | 2020           | sestra Laury Hrdinové, která sestře vypomáhá v bufetu                                                       |
| Dana Černá            | Mgr. Ester Stárková        | 246         | 4      | 2020           | personalistka                                                                                               |

### Další postavy (Zdravotnická záchranná služba)
| Herec         | Role                             | Díl   | Řada | Rok  | Poznámky |
| ------------- | -------------------------------- | ----- | ---- | ---- | --- |
| Patrik Děrgel | MUDr. Pavel Veselý               | 1–44  | 1–2  | 2017 | lékař na záchranné službě, později lékař na Urgentu, při požáru domu se popálil a kvůli špatnému stavu byl převezen do popáleninového centra |
| Jan Urban     | MUDr. Jan Kalina                 | 1     | 1    | 2017 | lékař na záchranné službě, hrával hokej |
| Jakub Štěpán  | MUDr. Petr Vácha                 | 1     | 1    | 2017 | lékař na záchranné službě |
| Radek Jiříček | MUDr. Šimon Kubišta              | 1     | 1    | 2017 | lékař na záchranné službě, zemřela mu maminka                                                                                                |
| Roman Vojtek  | MUDr. Daniel Borůvka (Dan, Dany) | 38–60 | 2    | 2017 | lékař na záchranné službě, bývalý spolužák a expřítel Vali (podváděl ji se sestrou Lucií)                                                    |
| Josef Horák   | MUDr. Lumír Šedivý               | 183   | 3    | 2019 | lékař na záchranné službě |

### Vedlejší postavy (Členové rodin zaměstnanců nemocnice)
| Herec               | Role                              | Díl             | Řada   | Rok            | Poznámky |
| ------------------- | --------------------------------- | --------------- | ------ | -------------- | --- |
| Kateřina Brožová    | Ing. Darina Růžičková             | 1–79 169-264    | 1–4    | 2017–2020      | starostka města Rubavy, matka doktorky Růžičkové, dočasná ředitelka Nemocnice, vrátila se do Rubavy a chce se dostat do senátu. Později hejtmanka                                             |
| Štěpán Benoni       | prap. Ondřej Černý                | 1–131           | 1–3    | 2017–2018      | policista Rubavy, bratr vrchní sestry Mery, byl povýšen a převelen do Prahy |
| Aneta Kailová       | Růžena Slavíčková (Růženka)       | 1–240           | 1–4    | 2017–2020      | dcera doktorky Slavíčkové, má ulcerózní kolitidu, kamarádka Denisky |
| Vilma Frantová      | Jitka Žáková †                    | 1–1             | 1      | 2017           | manželka doktora Žáka, která zemřela po porodu |
| Ota Kropáček        | Viktor Žák ml. (Vikoušek)         | 1-2             | 1      | 2017           | syn doktora Žáka |
| René Přibil         | Josef Žák                         | 2–2             | 1      | 2017           | otec doktora Žáka |
| Zdena Herfortová    | Kamila Žáková                     | 2-264           | 1      | 2017           | matka doktora Žáka |
| Monika Kobrová      | Dana Hlinková                     | 3               | 1      | 2017           | matka doktora Prokopa Hlinky, trpěla depresí, hlídala Sabinku |
| Alexandr Kapinos    | Václav Černý (Vašík)              | 4–101           | 1–3    | 2017–2018      | syn Ondry a Lindy |
| Milan Slepička      | Jaromír Černý (Jarda)             | 4–26 149-264    | 1, 3-4 | 2017–2017 2019 | otec Mery a Ondřeje, zalíbila se mu sestřička Šárka, prodělal cévní mozkovou příhodu, přišel o řidičský průkaz                                                                                |
| Lenka Termerová     | Mgr. Bohuslava Bojanová (Bíba)    | 9-264           | 1      | 2017           | manželka primáře Bojana, psycholožka, má problémy se srdcem – léčil ji doktor Hofbauer |
| Zdeněk Palusga      | Miroslav Hlinka                   | 10–40 93        | 1–2    | 2017–2018      | otec Prokopa Hlinky, pracuje v dole |
| Barbora Petrová     | Linda Černá                       | 14–101          | 1–2    | 2017–2018      | exmanželka Ondry a matka Vašíka, Ondra se s ní rozvedl |
| Petra Výtvarová     | Žaneta Horvátová                  | 15–38 79–80 185 | 1–2, 4 | 2017–2019      | matka Petry a Sabinky, vrátila se do Rubavy, aby dostala Sabinku zpět do péče |
| Kristýna Plocková   | Sabina Horvátová (Sabinka)        | 15–42 69-188    | 1–2    | 2017–2018      | sestřička Petry Horvátové, stará se o ni Petra |
| Jan Rosák           | prof. MUDr. Karel Hofbauer †      | 18–51 112–114   | 1–3    | 2017–2018      | bývalý chirurg, profesor, otec ml. Hofbauera, prodělal mozkovou mrtvici, má bipolární afektivní poruchu stejně jako jeho syn, vrátil se z Prahy z Ikemu a následně zemřel na následky mrtvice |
| Marek Holý          | Hynek Višněvský                   | 41–51           | 2      | 2017–2018      | manžel doktorky Zoji Višněvské |
| Simona Vrbická      | Věra Horvátová                    | 42, 80 185      | 2, 4   | 2017–2019      | teta Petry a Sabinky Horvátových, bydlí v Ostravě, kde hlídá nějaký čas Sabinku |
| Veronika Freimanová | Jaroslava Krutinová               | 44–67           | 2      | 2017–2018      | matka doktorky Krutinové |
| Tomáš Novotný       | Milan Volejník                    | 59              | 2      | 2018           | manžel sestřičky LIbušky |
| Liliana Malkina     | Marina Zabilov                    | 65–73 152–264   | 2–2 4  | 2018–2020      | matka doktora Vilkina, která přijede z Ruska do Čech |
| Petr Franěk         | Radim Zemánek †                   | 85–130          | 2–3    | 2018           | otec Evy Zemánkové, zemřel na následky autonehody |
| Veronika Divišová   | Markéta Tomášková (Aneta Klímová) | 195-264 (41)    | 4 (1)  | 2019 (2017)    | dcera doktora Tomáška, hraje šachy (pacientka na urgentu) |
| Miluše Hradská      | Anna Zrzavá                       | 246             | 4      | 2020           | babička zdravotní sestry Dáši Zrzavé, onkologická pacientka |

### Ostatní postavy
| Herec              | Role                               | Díl           | Řada   | Rok            | Poznámky |
| ------------------ | ---------------------------------- | ------------- | ------ | -------------- | --- |
| Václav Vašák       | Tomáš Kocman                       | 1–42          | 1–2    | 2017–2017      | majitel hotelu v Krušných horách, exmilenec doktorky Krutinové |
| Vendelín Vávra     | Franta Vrána (Fána)                | 1–74 255-264  | 1–2, 4 | 2017–2018 2020 | Kidův nejlepší kamarád, kamarád Petry, v díle 1 mu operovali žaludeční vředy. Bydlí na nebezpečném místě nazývaný Ronďák, kde bydlel i dřív doktor David Hofbauer |
| Matyáš Valenta     | Kryštof Vrána                      | 1–1 255-264   | 1–1 4  | 2017–2017 2020 | bratr Fány |
| Vojtěch Vovesný    | Karel Hurta (Kid)                  | 2–75          | 1–2    | 2017–2018      | Davidův soused, odjel do Německa se starším bratrem |
| Petra Tenorová     | Karin Šotolová                     | 3–57          | 1–2    | 2017–2018      | barmanka v Nonstopu, exmilenka Davida, byla pobodaná při přepadení                                                                                                |
| Josef Pejchal      | nstržm. Vláďa Hovorka              | 4             | 1      | 2017           | policista v Rubavě |
| Stanislav Lehký    | Bedřich Skála                      | 4–31          | 1–2    | 2017–2017      | podnikatel a milionář |
| Jana Janěková      | Sára Kocmanová                     | 4–42          | 1–2    | 2017–2018      | manželka Tomáše Kocmana |
| Viktor Antonio     | Jindřich Hojer (Jindra)            | 5–100 184-217 | 1–2 4  | 2017–2018 2019 | syn Miroslava Hojera, epileptik, pacient Vali |
| Martin Sitta       | Miroslav Hojer                     | 5–100 184-217 | 1–2 4  | 2017–2018 2019 | otec Jindry Hojera, expřítel doktorky Slavíčkové, chtěl si ji vzít                                                                                                |
| Dominik Jetel      | Ota Švec                           | 9–60          | 1–2    | 2017–2018      | asistent Jindry Hojera |
| Claudia Vašeková   | Mgr. Eva Štiková                   | 12–31         | 1–2    | 2017–2017      | zaměstnankyně ze Sociální péče pro děti a mládež |
| Tomáš Karger       | Michal Kramer/Mirek Holeš (Mike)†  | 13–74         | 1–2    | 2017–2018      | rubavský boxer, později Davidův kamarád a pacient, zemřel na zával, když hledal Kida                                                                              |
| Alexandr Minajev   | Ivan Mičurin                       | 14–68 159     | 1–2 3  | 2017–2018 2019 | ruský pracovník na stavbě, pomohl Rasputinovi hledat matku |
| Anton Tataru       | Vasil Sergej                       | 14–69         | 1–2    | 2017–2018      | ruský pracovník na stavbě, pomohl Rasputinovi hledat matku |
| Petr Stach         | MVDr. Emil Straka                  | 16–23         | 1      | 2017           | zvěrolékař a expřítel Vali |
| Pavlína Mourková   | Žaneta Hurtová                     | 21–64         | 1–2    | 2017–2018      | Kidova matka, odstěhovala se a Kida nechala u Davida |
| Jarmil Škvrna      | Bob Červeňák †                     | 21–63         | 1–2    | 2017–2018      | Kidův otčím, zloděj – nutil krást Kida, po loupeži v kostele zemřel                                                                                               |
| Kamil Halbich      | Jiří (Michal a také Kamil) Havlena | 22–106        | 1–2    | 2017–2018      | podnikatel, půjčil Kodymovi peníze |
| Renata Kotápišová  | Jana Tmějová                       | 24            | 1      | 2017           | barmanka v nonstopu |
| Marek Pospíchal    | MUDr. Janek Růžička                | 28–69         | 1–2    | 2017–2018      | kamarád a kolega Davida Hofbauera z Prahy, pracovali spolu na výzkumu kmenových buněk                                                                             |
| Miroslav Petrovič  | doc. MUDr. Josef Bajer             | 30–73         | 2      | 2017–2018      | dětský chirurg, odborník na gastroschízu, operoval Matyáška (syna doktorky Krutinové)                                                                             |
| Petr Vágner        | Milda Hurta                        | 31–75         | 2      | 2017–2018      | Kidův bratr, žije v Německu |
| Alice Bendová      | Pavla Hájková                      | 33–40         | 2      | 2017–2018      | bohatá panička, měla mladého milence Prokopa Hlinku |
| Daniel Margolius   | Jan Komínek (Pavel Kudrna)         | 42–58 (143)   | 2 (3)  | 2018 (2018)    | vyděrač, vydíral Petru, Mery a Honzu (šéf ukrajinských dělníků)                                                                                                   |
| Zuska Velichová    | Táňa Drozdová                      | 44–51         | 2      | 2018           | asistentka profesora Karla Hofbauera |
| Zdeňka Sajfertová  | Mgr. Jaroslava Pásková             | 55            | 2      | 2018           | zaměstnankyně ze Sociální péče pro děti a mládež |
| Daniela Zálešáková | Anna Nových                        | 68–81         | 2      | 2018           | pacientka, přišla o dítě, podala na Knotka trestní oznámení |
| Richard Fiala      | Hynek Knotek                       | 68–72         | 2      | 2018           | expřítel paní Nových, vyhrožoval doktorce Krutinové, pokusil se o sebevraždu                                                                                      |
| Josef Wiesner      | Jiří Adam                          | 71–75         | 2      | 2018           | manžel, který chce s manželkou dítě od Petry Horváthové |
| Markéta Coufalová  | Lída Adamová                       | 71–89         | 2      | 2018           | manželka, která chce s manželem dítě od Petry Horváthové |
| Václav Knop        | Jindřich Rokos                     | 83–110        | 2      | 2018           | přírodní psychiatr ze společenství na statku |
| Viktorie Březinová | Denisa Rubášková                   | 96–240        | 2–4    | 2018–2020      | kamarádka/nevlastní sestra Růženky Slavíčkové, Vali si ji osvojila, odjela s ní do Prahy.                                                                         |
| Jan Plouhar        | Štěpán Slavík                      | 109–138       | 2–3    | 2018           | expřítel Petry Horvátové, podváděl s ní manželku |
| Radek Valenta      | Jan Martinec                       | 120–151       | 3      | 2018           | strýc Denisky Rubáškové, vyhrožoval Vali a Viktorovi |
| Mahulena Bočanová  | Irena Matulová                     | 124–139       | 3      | 2018           | dominantní bohatá dáma, bývala Prokopova milenka |
| Markéta Hrubešová  | Monika Brázdová                    | 128–132       | 3      | 2018           | pacientka, manželka Štěpána Slavíka |
| Milan Mikulčík     | Dimitrij Lazarev                   | 153–169       | 3      | 2019           | pracoval pro lékařský časopis, sbírá informace o Rasputinovi a vydíral ho                                                                                         |
| Andrea Hoffmannová | Milada Strnadová †                 | 111, 186-215  | 2, 4   | 2018-2019      | nemocná pacientka Adama, ve 215. díle zemřela, kvůli její dceři, která Adamovi zemřela na sále v pražské nemocnici                                                |
| Jakub Chromeček    | stržm. Petr Hřib                   | 166           | 3      | 2019           | policista v Rubavě |
| Anna Fixová        | Klára Strnadová                    | 187–217       | 4      | 2019           | sestra Milady Strnadové |
| Jakub Gottwald     | Pavel Nováček                      | 204           | 4      | 2019           | přítel Veroniky Jánské |
| Slávek Boura       | Ing. Josef Kotan                   | 222           | 4      | 2020           | úředník z ministerstva |
| Pavla Vitázková    | Alena Vránová                      | 256           | 4      | 2020           | matka Fány, bydlí na Ronďáku |

## Zajímavosti
- Při natáčení operací se používá vepřové maso, vepřový bůček, klobása a kulatý meloun jako imitace vnitřností.[2][3]
- Hlavní inspirací seriálu je oddělení urgentního příjmu Nemocnice Motol. Další inspirací pak byl seriál Dr. House, Pohotovost a Nemocnice Chicago Hope.
- Pokračováním je seriál Sestřičky, který se natáčel od listopadu 2017.
- Hlavní postava seriálu MUDr. David Hofbauer (Marek Němec) se během natáčení rozhodl v seriálu skončit.[4]